# Engenharia sísmica

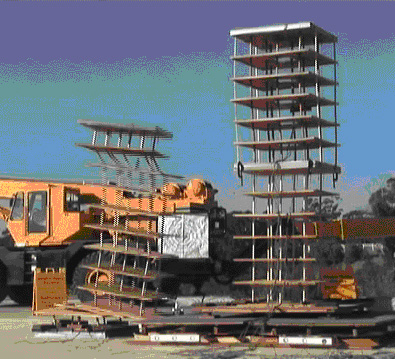
Teste sísmico de estruturas

Engenharia sísmica é o estudo dos edifícios e das estruturas sob um impacto sísmico. É um ramo de engenharia civil. Os objetivos principais da engenharia sísmica são:
- Compreender a interação entre edifícios e terra;[1]
- Prever as consequências de fortes terremotos em áreas urbanas;
- Projetar, construir e manter edifícios com boa resistência a terremotos em conformidade com códigos de edifício.

Uma estrutura adequadamente projetada não é, necessariamente, extremamente forte ou cara.